# Fraunhofer-Institut für Integrierte Systeme und Bauelementetechnologie
Koordinaten: 49° 34′ 15,32″ N, 11° 1′ 48,13″ O
Das Fraunhofer-Institut für Integrierte Systeme und Bauelementetechnologie IISB (Fraunhofer IISB) ist eine Einrichtung der Fraunhofer-Gesellschaft zur Förderung der angewandten Forschung e.V. Das Institut hat seinen Sitz in Erlangen, seine Aktivitäten sind der angewandte Forschung und Entwicklung in den Geschäftsbereichen Halbleitertechnologie und Leistungselektronik zuzuordnen.

## Geschichte
1985 übernahm die Fraunhofer-Gesellschaft das in Erlangen ansässige „Zentrum für Mikroelektronik und Informationstechnik GmbH“ in Form der Fraunhofer-Arbeitsgruppe für Integrierte Schaltungen AIS. Diese Arbeitsgruppe bestand aus den beiden Abteilungen Angewandte Elektronik (AIS-A) und Bauelementetechnologie (AIS-B) und wurde von Dieter Seitzer bzw. Heiner Ryssel geleitet. Innerhalb der AIS-B erfolgte die Gründung der IIS-B-Abteilungen Technologiesimulation, Halbleiterfertigungsgeräte und -methoden sowie Technologie, heute „Modellierung und künstliche Intelligenz“ und „Technologie und Fertigung“. Aus der Abteilung AIS-A ging 1988 das in Erlangen-Tennenlohe ansässige Fraunhofer IIS-A hervor. Die Abteilung AIS-B wurde unter der Leitung von Ryssel weitergeführt und 1993 zum Institutsbereich IIS-B des Fraunhofer IIS. Im Herbst 1994 bezog das IIS-B ein neues Institutsgebäude auf dem Campus der Technischen Fakultät in Erlangen. 1999 erfolgte die Gründung der Abteilung Kristallzüchtung und 2000 kam die Abteilung Leistungselektronische Systeme hinzu. Anfang 2003 wurden IIS-A und IIS-B zu formal voneinander unabhängigen Instituten und tragen seither die Namen Institut für Integrierte Schaltungen IIS und Institut für Integrierte Systeme und Bauelementetechnologie IISB. Sie sind die einzigen Fraunhofer-Institute, die ein Schwesterinstitut haben. Im Oktober 2008 trat Lothar Frey als Leiter des Fraunhofer IISB die Nachfolge von Heiner Ryssel an. Im Jahr 2011 war Fraunhofer IISB einer der Gründungspartner des Energie Campus Nürnberg. Zwischen 2018 und 2021 wurde das Fraunhofer IISB von Martin März geleitet. Seit dem 1. September 2021 ist Jörg Schulze der Institutsleiter.

## Kooperationen
Das Institut unterhält enge Beziehungen zur Friedrich-Alexander-Universität Erlangen-Nürnberg (FAU) und pflegt diese Kooperation insbesondere in der Zusammenarbeit mit der Technischen Fakultät und dem Department Elektrotechnik-Elektronik-Informationstechnik (EEI). Der Lehrstuhl für Elektronische Bauelemente (LEB) und das Fraunhofer IISB werden in Personalunion von Jörg Schulze geführt. Der Lehrstuhl für Leistungselektronik (LEE) wird von Martin März, Hauptabteilungsleiter „Leistungselektronische Systeme“ am IISB geführt.
Das IISB ist Mitglied im Fraunhofer-Verbund Mikroelektronik sowie in den Fraunhofer-Allianzen Energie, Nanotechnologie und Batterien. Zudem ist das IISB Mitgliedsinstitut in der Forschungsfabrik Mikroelektronik Deutschland (FMD).
Zusammen mit dem Fraunhofer IIS und der FAU ist das Fraunhofer IISB Kernpartner des Leistungszentrums Elektroniksysteme (LZE).

## Forschung und Entwicklung
Das Fraunhofer-Institut für Integrierte Systeme und Bauelementetechnologie IISB führt angewandte Forschung und Entwicklung im Bereich leistungselektronischer Systeme durch, etwa für Elektromobilität, Luftfahrt, Industrie 4.0, Stromnetze oder auch Energietechnologie. Dabei deckt das Institut die gesamte Wertschöpfungskette ab – vom Halbleitergrundmaterial bis hin zum kompletten leistungselektronischen System.
Das IISB forscht für Auftraggeber aus der Industrie wie auch im Rahmen von öffentlich geförderten Projekten. Heute gilt das IISB als eine der führenden Forschungseinrichtungen im Bereich Leistungselektronik.
Auf seinen beiden Geschäftsfeldern Halbleitertechnologie und Leistungselektronik liefert das IISB innovative Ansätze und maßgeschneiderte Lösungen für Materialentwicklung, Halbleitertechnologie und -fertigung, Elektronische Bauelemente, Aufbau- und Verbindungstechnik und Zuverlässigkeit, Fahrzeugleistungselektronik sowie Energieelektronik und Energieversorgungssysteme.
Ergänzt wird dieses Spektrum durch weitere, breit angelegte Aktivitäten, beispielsweise Tests zu Lebensdauer und Zuverlässigkeit, numerische Simulation, elektrische Charakterisierung sowie spezielle Messtechnik.
Neben der klassischen Siliziumtechnologie ist das IISB auf Halbleiter mit großer Bandlücke ausgerichtet, insbesondere Siliziumkarbid. Für die Verarbeitung von SiC verfügt das Institut über die komplette technologische Prozesskette, beginnend bei den Materialwissenschaften über Bauelemente und Module bis hin zur Integration in hocheffiziente leistungselektronische Systeme.

### Abteilungen bzw. Arbeitsgebiete

#### Materialien
Das Fraunhofer IISB entwickelt gemeinsam mit seinen Industriepartnern Ausrüstung und Verfahren zur Herstellung von kristallinen Rohmaterialien und von kristallinen Schichten für die Elektronik. Dazu gehören Silizium, Halbleiter mit großer Bandlücke (z. B. Siliziumcarbid, Galliumnitrid), Materialien für optische Anwendungen, Detektoren und die Energietechnik.

#### Technologie und Fertigung
Das IISB betreibt umfangreiche Halbleitertechnologielinien, Reinraum-Infrastruktur sowie Messtechnik für Silizium und Siliziumkarbid zur Entwicklung maßgeschneiderter Prozesse und Prototypen in der Leistungs- und Mikroelektronik. Darüber hinaus arbeitet das IISB an Nanotechniken sowie Partikel- und Dünnfilmschichtsystemen. Aspekte der industriellen Fertigung, wie etwa Prozess- und Qualitätskontrolle, Anlagenoptimierung, Automatisierung und Effizienz, werden ebenfalls berücksichtigt.

#### Modellierung und künstliche Intelligenz
Die Forschungsaktivitäten des IISB, seiner Kunden und Partner werden durch umfangreiche Kompetenzen in der Simulation, Modellierung und Softwareentwicklung unterstützt, z. B. Prozess- und Bauteilsimulation in der Halbleitertechnologie, Kristallwachstumssimulation oder thermische Simulationen zur Auslegung leistungselektronischer Systeme.

#### Bauelemente
Der Bereich Bauelemente entwickelt kundenspezifische aktive und passive elektronische Bauelemente auf Basis von Silizium und Siliziumkarbid für Anwendungen in der Leistungselektronik, Mikroelektronik und Sensorik. Dazu gehören neuartige Gerätekonzepte und kostengünstige Prozesse, die auf die Implementierung und Realisierung kundenspezifischer Produkte zugeschnitten sind.
AVT und Zuverlässigkeit
Neue Methoden und Materialien für die Aufbau- und Verbindungstechnik, Kühlkonzepte, Lebensdauer- und Fehleranalyse und vor allem Zuverlässigkeit besitzen zentrale Bedeutung für Elektronikanwendungen. Die Forschungsaktivitäten im Bereich der Aufbautechnik und der Zuverlässigkeit sind am IISB eng miteinander verknüpft. Durch die Analyse der genauen Ausfallmechanismen mittels Lebensdauer- und Zuverlässigkeitstests werden Fügetechnologien, Werkstoffe, Konzepte und mechanische Konstruktionen weiter verbessert. Auf der anderen Seite beeinflussen neue Aufbautechniken auch direkt die Testmethoden am Institut.

#### Fahrzeugelektronik
Die Abteilung Fahrzeugelektronik am IISB entwickelt effiziente, kompakte und robuste leistungselektronische Systeme für alle Arten von Fahrzeugen. Dazu gehören elektrische Antriebsstränge, Bordnetze, Batteriesysteme und Ladeinfrastrukturen für Elektroautos, aber auch Anwendungen in der Luftfahrt und im Schiffsverkehr. Am IISB werden regelmäßig Benchmark-Werte für Energieeffizienz und Leistungsdichte gesetzt.

#### Intelligente Energiesysteme
Leistungselektronische Systeme sind für die Realisierung einer modernen Energieversorgung und die Umstellung auf regenerative Energiequellen unerlässlich. Die Entwicklungen des IISB tragen dazu auf allen Ebenen des Stromnetzes bei, z. B. durch elektronische Komponenten für den Hochvolt-Gleichstromtransport, lokale Gleichstrom- und Mikronetze oder bei der Integration von elektrischen Speichern und regenerativen Quellen in bestehende Stromnetze.

#### Energietechnik
Ziele des Bereichs Energietechnik sind die integrierte Überwachung, Kopplung und das Management von elektrischer und nichtelektrischer Energie und die Entwicklung der dafür notwendigen Schnittstellen zur Realisierung einer nachhaltigen Energieinfrastruktur insbesondere im Industriemaßstab.

## Infrastruktur
Ende 2018 waren am IISB mehr als 250 Mitarbeiter beschäftigt, die vorwiegend im wissenschaftlich-technischen Bereich tätig sind. Das Institut verfügt über eine umfangreiche Laborausstattung. Dazu gehören u. a. Reinräume für Halbleitertechnologie und Aufbau- und Verbindungstechnik, Kristallzüchtungs- und Elektroniklabore, ein Testzentrum für Elektrofahrzeuge, ein Anwendungszentrum für Gleichstromtechnik sowie energietechnische Einrichtungen. Das Fraunhofer IISB kooperiert mit Unternehmen und Forschungseinrichtungen weltweit.